# Galima Bukharbaeva
Galima Bukharbaeva est une journaliste ouzbèke, née le 7 juillet 1974 à Tachkent (alors en RSS d'Ouzbékistan).
Elle est connue pour ses reportages sur l'autoritarisme en Ouzbékistan et notamment pour son témoignage sur le massacre d'Andijan en 2005. Contrainte de fuir son pays après cet évènement, elle reçoit cette année-là le Prix international de la liberté de la presse du Comité pour la protection des journalistes.

## Biographie
Elle commence sa carrière de journaliste en travaillant pour l'Agence France-Presse (AFP) et pour l'Institute for War and Peace Reporting (en) (IWPR). Ses reportages en Ouzbékistan abordent la répression des activistes islamiques, la torture policière, et le harcèlement et la violence de l'État envers les journalistes et les militants des droits humains. Elle couvre aussi des combats en Afghanistan. Les autorités la placent sous surveillance et refusent de renouveler son accréditation de presse. Bukharbaeva poursuit malgré tout son travail, devenant même directrice de l'IWPR pour l'Ouzbékistan.
Le 13 mai 2005, elle est l'une des six ou sept journalistes à couvrir le massacre d'Andijan, en direct pour plusieurs médias étrangers dont CNN et BBC News. Durant l'évènement, une balle touche son sac à dos. Les médias dépendant du pouvoir l'accusent de « mener une guerre de l'information ouverte contre l'État ». En septembre, elle est poursuivie par les autorités ouzbèkes, aux côtés d'autres journalistes, pour « soutien informationnel au terrorisme ». Elle est aussi condamnée pour activités illégales à cause de son absence d'accréditation. Bukharbaeva se réfugie d'abord au Kirghizistan voisin, d'abord dans un camp de réfugiés puis à Bichkek, où elle est considérée comme une héroïne par les opposants au régime ouzbek. Ayant peur d'être kidnappée par les forces de sécurité ouzbèkes, elle se réfugie rapidement aux États-Unis. Elle y témoigne devant une commission du Congrès,. En Ouzbékistan, sa famille continue d'être harcelée par les autorités.
Elle bénéficie d'une aide du programme Fulbright pour poursuivre un Master de journalisme à la Columbia University Graduate School of Journalism (au sein de l'Université Columbia). En novembre 2005, elle est lauréate du Prix international de la liberté de la presse décerné par le Comité pour la protection des journalistes. Dans son discours de remerciement, elle souhaite partager cette distinction avec « une courageuse femme au foyer, Makhbuba Zakirova, qui a eu l'audace de témoigner devant une cour de Tachkent en octobre [2005], et dit la vérité malgré la possibilité de conséquences personnelles graves » et plus largement avec les réfugiées du massacre d'Andijan « qui continuent à parler aux journalistes ».
Plus tard, elle s'installe en Allemagne, à Düsseldorf, avec le journaliste allemand Marcus Bensmann, avec qui elle était déjà en couple lors du massacre d'Andijan et avec qui est s'est marié en 2005. Bensmann a lui aussi été condamné par les autorités ouzbèkes pour sa couverture des évènements. Bukharbaeva devient rédactrice en chef du site Uznews.net.
En 2007, elle participe à la création de l'organisation Real Union of Journalists of Uzbekistan, qu'elle préside
En 2008, elle accuse les pays occidentaux d'avoir oublié le massacre d'Andijan et d'avoir relâché les sanctions envers le régime ouzbek.
Après la fermeture du site Uznews.net en 2015, elle fonde et dirige le site Centre1.com (ou C-1), un service d'information indépendante sur l'Asie centrale.

## Distinction
- Prix international de la liberté de la presse du Comité pour la protection des journalistes 2005[1]

## Publications
Sélection d'articles :
- (en) Galima Bukharbaeva, « Eyewitness: Uzbek protests », sur BBC News, 13 mai 2005
- (en) Galima Bukharbaeva, « Uzbekistan: Where journalism is branded terrorism », sur The New York Times, 21 septembre 2005
- (en) Galima Bukharbaeva, « Remember Andijan? », sur The New York Times, 9 mai 2008